# Montgenost
Montgenost ist eine französische Gemeinde, die sich im Département Marne in der Region Grand Est befindet.

## Geografie
Montgenost liegt in der Nähe der benachbarten Départements Aube und Seine-et-Marne, 3,5 Kilometer östlich von Villenauxe-la-Grande und 2,5 Kilometer südwestlich von Bethon. Die Gemeinde nimmt eine Fläche von 8,4 km² ein.
Montgenost liegt im Süden der Côte de Sézanne. Diese bildet einen Sektor im Südosten der innersten Schichtstufe des Pariser Beckens, der Côte de l'Île-de-France. Während die Höhenlage über der Schichtufe (206 m) eine große geschlossene Waldfläche aufweist, sind auf den unvermittelt in allgemeiner Südostrichtung bis auf 90 m abfallenden Hanglagen vielfach Weinberge angelegt worden, inmitten derer der Ort liegt. Die Côte de Sézanne bildet eine Region im Weinbaugebiet Champagne. Etwa sechs Kilometer südlich des Ortes beginnt die Seineniederung bei Romilly-sur-Seine.

## Geschichte
Die Einwohner der Stadt nennen sich Montgenostiers (männlich) oder Montgenostières (weiblich). Die das Ortsbild prägende Burg wurde 1660 durch Pierre Legras de Vaubercey erbaut und befindet sich heute noch in Familienbesitz.

## Bevölkerungsentwicklung
| Jahr                       | 1962 | 1968 | 1975 | 1982 | 1990 | 1999 | 2006 | 2018 |
| -------------------------- | ---- | ---- | ---- | ---- | ---- | ---- | ---- | ---- |
| Einwohner                  | 121  | 125  | 113  | 88   | 101  | 116  | 142  | 154  |
| Quellen: Cassini und INSEE |      |      |      |      |      |      |      |      |